# Joakim Pirinen
Joakim Pirinen, né en 1961, est un auteur de bande dessinée et illustrateur suédois.

## Biographie
Auteur important de la bande dessinée d'auteur suédoise, il débute avec l'album Välkommen Till Sandlådan (1984) et perce l'année suivante avec Socker-Conny (1985).
Pirinen est un contributeur régulier à la revue de bande dessinée suédoise Galago. 

## Publications en français
- Trois récits courts dans Lapin no 14, L'Association, 1997.
- Participations à ego comme x no 7 et 8, 2000-2002.
- Le Couple mort et ses « amis », L'Association, 2014.

## Prix
- 1986 : Prix Adamson du meilleur auteur suédois pour l'ensemble de son œuvre
- 1988 : Prix Urhunden du meilleur album suédois pour Gas
- 2009 : Prix Urhunden du meilleur album suédois pour Le Couple mort et ses « amis »